# Дымково (Киров)
Ды́мково — слобода (микрорайон) в городе Кирове. Застроена деревянными домами.

## Расположение
Дымково расположено на низменном берегу реки Вятки в заречной части Кирова, из-за чего по весне во время половодья доступность района ограничивается. Дата возникновения не установлена. Предполагают, что слобода Дымково была основана выходцами из Великого Устюга после присоединения в 1439 году Вятки к Русскому государству. В пользу этой версии говорит соответствие вятского топонима более древнему названию села около Великого Устюга. Впервые заречный посад упоминается в грамоте Ивана Грозного в 1582 году.

## Промыслы
Жители слободы занимались различными ремёслами. Занимались изготовлением так называемых дымковских игрушек как для праздника «Свистунья», так и для продажи на ярмарках на территории Вятской губернии и Поволжья.